# Lilla Ljustjärnen, Dalarna
Lilla Ljustjärnen är en sjö i Rättviks kommun i Dalarna och ingår i Dalälvens huvudavrinningsområde. Sjön har en area på 0,0985 kvadratkilometer och ligger 375,2 meter över havet. Sjön avvattnas av vattendraget Kolningån (Marnäsån).

## Delavrinningsområde
Lilla Ljustjärnen ingår i det delavrinningsområde (677490-147778) som SMHI kallar för Inloppet i Avlassen. Medelhöjden är 368 meter över havet och ytan är 11,19 kvadratkilometer. Det finns inga avrinningsområden uppströms utan avrinningsområdet är högsta punkten. Kolningån (Marnäsån) som avvattnar avrinningsområdet har biflödesordning 3, vilket innebär att vattnet flödar genom totalt 3 vattendrag innan det når havet efter 299 kilometer. Avrinningsområdet består mestadels av skog (92 procent). Avrinningsområdet har 0,09 kvadratkilometer vattenytor vilket ger det en sjöprocent på 0,8 procent.